# Taxi (serie de televisión)
Taxi es una serie de televisión estadounidense que se mantuvo en antena de 1978 hasta 1982, en la cadena de televisión ABC, y de 1982 a 1983 en la cadena NBC. La teleserie ganó 18 premios Emmy, y fue producida por la compañía John Charles Walters Company, junto con la Paramount Television. Esta serie se centra en la vida cotidiana de un grupo de taxistas de Nueva York y su abusivo jefe. 
Taxi se inspiró en el artículo de no ficción, "Night Shift on the Hip Fleet" de Mark Jacobson, que apareció en 1975 en la revista New York. En este artículo se ayudó a sugerir la idea para el show de James L. Brooks y David Davis, aunque nada del artículo se utilizó directamente. El artículo fue un perfil de varios taxistas que trabajaban en el turno nocturno en una compañía de taxis de Nueva York.

## Reparto
| Actor             | Personaje                       |
| ----------------- | ------------------------------- |
| Judd Hirsch       | Alex Reiger                     |
| Jeff Conaway      | Bobby Wheeler                   |
| Danny DeVito      | Louie De Palma                  |
| Marilu Henner     | Elaine O'Connor Nardo           |
| Tony Danza        | Anthony Mark "Tony" Banta       |
| Andy Kaufman      | Latka Gravas                    |
| Randall Carver    | John Burns                      |
| Christopher Lloyd | Reverendo Jim "Iggy" Ignatowski |
| Carol Kane        | Simka Gravas                    |

- Datos: Q427529